# グンナー・トンクイスト
グンナー・トーレ・ヨハネス・トンクイスト（典: Gunnar Tore Johannes Tonnquist、1925年4月24日 - 2024年7月30日）は、スウェーデンの物理学者、色彩研究者。NCS表色系の考案者の一人であり、1997年には国際色彩学会（AIC）のジャッド賞を受賞した。

## 経歴
グンナー・トンクイストは、1925年4月24日、スウェーデンの宣教師夫婦スヴェンとエディット・トンクイストの息子として、中国の湖北省の漢口で生まれた。1950年に彼はスウェーデン王立工科大学から工学物理学の理学修士号を取得して卒業し、その後、研究エンジニアとして働き、最終的にはスウェーデン国防研究所で実験室技術者として働き、そこで彼は色彩研究のパイオニアであるトリグヴェ・ヨハンソンと密接に協力した。
1964年から、グンナー・トンクイストはアンダース・ハード、ラース・シヴィクとともにナチュラルカラーシステム(NCS)を開発した研究チームの一員となった。NCSは1979年にスウェーデンの標準として採用された。
1967年、トンクイストは国際色彩学会（AIC）の設立にスウェーデン代表として参加した。また、スウェーデン標準研究所(SIS)の技術委員会のメンバーであり、国際照明委員会(CIE)のスウェーデン代表であり、色彩用語に関する小委員会の委員長を務めている。
1997年、トンクイストは、ハードとシヴィクとともに、NCSにつながった長年の活動に対してAICジャッド賞を受賞した。
著書『Färgsystem analys』(1995年)では、NCSと、色を測定および体系化する他の方法の両方について説明している。
グンナー・トンクイストは、故郷のソルナで自由党の市政政治家として活躍した。彼は1953年から1998年まで市議会のメンバーであり、1991年から1994年までその議長を務めた。これに加えて、彼は系図に取り組んだ。